# Thiacloprid
Thiacloprid (ISO-naam) is een insecticide uit de groep van de neonicotinoïden.
Thiacloprid is in Japan ontwikkeld aan het Yuki Research Center, een onderdeel van Bayer (sedert 1991 Nihon Bayer Agrochem K.K.) en kwam in 1991 op de markt. Bayer verkoopt het onder verschillende vormen, onder andere in de producten Alanto, Bariard, Biscaya en CaLypso. Thiacloprid was na imidacloprid het tweede neonicotinoïde van Bayer. Er zijn ook generieke producten met thiacloprid op de markt.

## Werking
Thiacloprid en andere neonicotinoïde-insecticiden oefenen hun werking uit op het zenuwstelsel van de bladvretende en zuigende insecten die het middel innemen. Het is een agonist voor een specifieke receptor, de nicotinerge acetylcholinereceptor nAChR. Het resultaat is een voortdurende excitatie (prikkeling) van de zenuwcellen van de insecten wat na korte tijd leidt tot de dood van de insecten. Thiacloprid is veel minder toxisch voor zoogdieren dan voor insecten.
Thiacloprid kan ingezet worden tegen zaagwespen, bladluizen, wantsen, schildluizen, bloesemkevers, appelbladroller, witte vlieg en andere insecten op een brede waaier van teelten (rijst, aardappelen, groenten, fruit, katoen, graangewassen, sierplanten).

## Regelgeving
De Europese Commissie nam thiacloprid in 2004 op in de lijst van werkzame stoffen bij richtlijn 91/414/EEG.
Deze toelating is in februari 2020 vervallen. De reden voor het verbod door de Europese lidstaten is dat de stof mogelijk kankerverwekkend is voor mensen.
De Europese Commissie heeft thiacloprid toegelaten als biocide voor de conservering van hout.

## Bijensterfte
Er zijn sterke aanwijzingen dat door het gebruik van thiacloprid jaarlijks veel bijen sterven.